# Ратиборсько-Опавське князівство

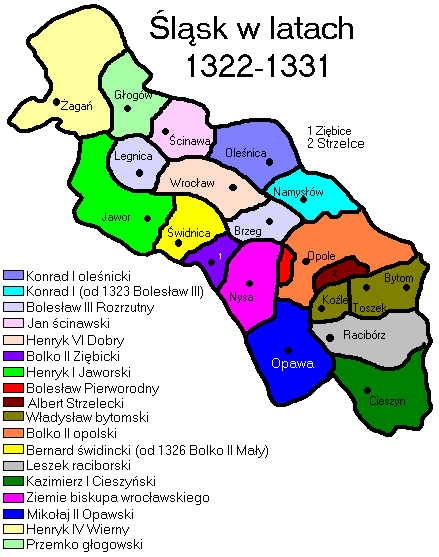
Мапа Ратиборського і Опавського князівства

Ратиборсько-Опавське князівство або Опавсько-Ратиборське князівство (чеськ. Ratibořské a Opavské knížectví, пол. Księstwo Raciborsko-Opawskie) або в німецькій традиції (нім. Herzogtum Ratibor und Troppau) — короткочасне історичне Сілезьке князівство, що існувало в 1336–1377 роках. Виникло в період поділу самостійних Сілезьких князівств на територіях Опавського і Ратиборського князівств, в якому правили князі з Опавської та Ратиборської гілки династії Сілезьких Перемисловичів. Знаходилось на землях між річками Одер і Опава, зі столицею в місті Ратибор .

## Історія
1336 року помер, не залишивши спадкоємця, князь Лешек Ратиборський, що раніше склав васальну присягу королю Богемії Івану І Люксембурзькому. 1337 року король Іван Люксембурзький по праву сюзерена передав Ратиборське князівство Опавському князю Миколі II з молодшої гілки королівської династії Премисловичів, в результаті чого утворилося об'єднане Ратиборсько-Опавське князівство.

Герб Ратиборського князівства

У червні 1345 року польський король Казимир ІІІ напав на землі Ратиборсько-Опавського князівства, спустошив Пщину та Рибник, взяв в облогу Жори. Проте цю агресію поляків вдалось відбити.
1351 року, після смерті княгині Констанції Володиславської, її Володиславське князівство увійшло до складу Ратиборсько-Опавського князівства.
1365 року, після смерті Миколи II Опавського, деякий час його сини спільно управляли спадщиною, але в 1377 році (коли наймолодшому з них - Премислу - виповнилося 12 років, що тоді вважалося достатнім для початку правління) вони розділили володіння між собою. Князь Іван І отримав Ратиборсько-Карновське князівство, Микула ІІІ - Глубочицьке князівство, а Вацлав І Опаський і Премисл І Опаський отримали у спільне володіння Опавське князівство.

## Ратиборсько-Опавські князі
- Микола I Опавский, син короля Богемії Премисла Отакара II
- Микола II Опавский (1337―1365), син Миколи І Опавського
- Іван І Ратиборський (1365―1377), син Миколи ІІ Опавського, князь Ратиборсько-Карновський (1377-1382)
- Микола III Опавський (1365―1377), син Миколи ІІ Опавського, князь Глубчицький (1377-1394)
- Вацлав I Опавський (1365―1377), син Миколи ІІ Опавського, князь Опавський (1377-1381)
- Премисл I Опавський (1365―1377), син Миколи ІІ Опавського, князь Опавський (1377-1433), князь Глубчицький (1394-1433)

1377 року розділено на Ратиборсько-Карновське, Глубчицьке та Опавське князівства.